# Podmurvice
Podmurvice (italienska: Gelsi) är ett lokalnämndsområde och stadsdel i Rijeka i Kroatien.     

## Geografi
Podmurvice gränsar till lokalnämndsområdena Mlaka i söder, Turnić och Sveti Nikola i väster, Pehlin och Škurinje i norr, Škurinjska Draga i öster och Banderovo i sydöst. 

## Byggnader och anläggningar (urval)
- Ivan Goran Kovačićs studenthem
- Podmurvices elevhem
- Podmurvices grundskola
- Universitetet i Rijekas juridiska fakultet
- Robert Komens fotbollsplan
- Sankt Josefs kyrka[3]